# Gran Premi d'Espanya de MX1 i MX2
|  | Per a altres significats, vegeu «Gran Premi d'Espanya de Motocròs». |

El Gran Premi d'Espanya de Motocròs en les categories de MX1 i MX2 alhora (en castellà, Gran Premio de España de Motocross), abreujat GP d'Espanya de MX1 i MX2, és una prova puntuable per al Campionat del Món de motocròs que se celebra a l'estat espanyol d'ençà del 2004. L'esdeveniment fou organitzat des del bell començament pel Moto Club Segre al Circuit de Motocròs de Catalunya de Bellpuig (també conegut com a Circuit de Montperler), com a continuació dels Grans Premis estatals que hi venia organitzant ininterrompudament d'ençà de 1994 (primer, el de 125cc i a partir del 2001, el de 125, 250 i 500cc).
El 2011, el Moto Club Bañezano n'esdevingué l'entitat organitzadora, celebrant-se aquell any al circuit "La Salgada" de La Bañeza (Castella i Lleó). La temporada de 2012, l'estat espanyol no organitzà l'esdeveniment.

## Història
Amb la nova estructuració de categories del mundial endegada el 2004, el Gran Premi d'Espanya celebrat a Bellpuig passà a acollir les noves categories de MX1 i MX2 (les considerades com a més importants), mantenint-se l'èxit de l'etapa anterior fins al punt que el 2006 rebé el premi a la millor prova de l'any per la seva gestió i desenvolupament. A partir del 2009 la denominació canvià ja oficialment a la de Gran Premi de Catalunya, nom amb el qual es mantingué fins al 2010 com una de les proves clau del calendari. Durant aquella etapa, el Gran Premi d'Espanya de MX1 i MX2 deixà de disputar-se, per bé que seguí existint el de MX3 (que es disputà entre el 2006 i el 2009 a Talavera de la Reina, i el 2010 al circuit "La Salgada" organitzat pel Moto Club Bañezano).
Encara que el Gran Premi de Catalunya tenia assegurada la continuïtat any rere any, les edicions previstes per a les temporades de 2011 i 2012 hagueren de ser suspeses a causa de la crisi econòmica, motiu pel qual la FIM tornà a recuperar l'antiga denominació de Gran Premi d'Espanya i en concedí l'organització al Moto Club Bañezano, el qual el celebra des d'aleshores al circuit La Salgada en substitució del Gran Premi de MX3 que hi havia organitzat un any abans.

## Palmarès
Font:
A 1 de gener de 2013

### MX1[9]
| Edició | Any  | Circuit                                                         | Data          | Guanyador        | Guanyador     | Segon              | Segon         | Tercer            | Tercer        |
| ------ | ---- | --------------------------------------------------------------- | ------------- | ---------------- | ------------- | ------------------ | ------------- | ----------------- | ------------- |
| I      | 2004 | Montperler                                                      | 27-28 de març | Stefan Everts    | Yamaha        | Joshua Coppins     | Honda         | Kenneth Gundersen | KTM           |
| II     | 2005 | Montperler                                                      | 16-17 d'abril | Benjamin Townley | KTM           | Mickaël Pichon     | Honda         | Joël Smets        | Suzuki        |
| III    | 2006 | Montperler                                                      | 15-16 d'abril | Stefan Everts    | Yamaha        | Tanel Leok         | Kawasaki      | Steve Ramon       | Suzuki        |
| IV     | 2007 | Montperler                                                      | 14-15 d'abril | Joshua Coppins   | Yamaha        | Kevin Strijbos     | Suzuki        | Maximilian Nagl   | KTM           |
| V      | 2008 | Montperler                                                      | 19-20 d'abril | Steve Ramon      | Suzuki        | David Philippaerts | Yamaha        | Ken de Dycker     | Suzuki        |
|        |      | 2009-2010: No es disputà (Montperler acollí el GP de Catalunya) |               |                  |               |                    |               |                   |               |
| VI     | 2011 | La Salgada                                                      | 18-19 de juny | Antonio Cairoli  | KTM           | David Philippaerts | Yamaha        | Steven Frossard   | Yamaha        |
|        | 2012 | No es disputà                                                   | No es disputà | No es disputà    | No es disputà | No es disputà      | No es disputà | No es disputà     | No es disputà |

### MX2[10]
| Edició | Any  | Circuit                                                         | Data          | Guanyador       | Guanyador     | Segon              | Segon         | Tercer          | Tercer        |
| ------ | ---- | --------------------------------------------------------------- | ------------- | --------------- | ------------- | ------------------ | ------------- | --------------- | ------------- |
| I      | 2004 | Montperler                                                      | 27-28 de març | Tyla Rattray    | KTM           | Andrew McFarlane   | Yamaha        | Stephen Sword   | Kawasaki      |
| II     | 2005 | Montperler                                                      | 16-17 d'abril | Alessio Chiodi  | Yamaha        | Antonio Cairoli    | Yamaha        | Stephen Sword   | Kawasaki      |
| III    | 2006 | Montperler                                                      | 15-16 d'abril | Tyla Rattray    | KTM           | Marc de Reuver     | KTM           | Billy Mackenzie | Yamaha        |
| IV     | 2007 | Montperler                                                      | 14-15 d'abril | Antonio Cairoli | Yamaha        | Christophe Pourcel | Kawasaki      | Tyla Rattray    | KTM           |
| V      | 2008 | Montperler                                                      | 19-20 d'abril | Davide Guarneri | Yamaha        | Manuel Monni       | Yamaha        | Stephen Sword   | Kawasaki      |
|        |      | 2009-2010: No es disputà (Montperler acollí el GP de Catalunya) |               |                 |               |                    |               |                 |               |
| VI     | 2011 | La Salgada                                                      | 18-19 de juny | Ken Roczen      | KTM           | Tommy Searle       | Kawasaki      | Gautier Paulin  | Kawasaki      |
|        | 2012 | No es disputà                                                   | No es disputà | No es disputà   | No es disputà | No es disputà      | No es disputà | No es disputà   | No es disputà |